# DOUBLE-DECADE TOUR "NETWORK"
『DOUBLE-DECADE TOUR "NETWORK"』（ダブル・ディケイド・ツアー・ネットワーク）は、日本の音楽ユニットTM NETWORKが2004年9月1日にリリースした映像作品。DVD2枚組となっている。

## メンバー
- 小室哲哉：キーボード・ギター・プロデュース
- 宇都宮隆：ボーカル・ギター
- 木根尚登：アコースティック・ギター・キーボード・コーラス

## サポートメンバー
- 葛城哲哉：ギター・コーラス　※ツアー全てに参加

- FENCE OF DEFENSE※6.24・6.25に参加
  - 北島健二：ギター
  - 西村麻聡：ベース
  - 山田亘：ドラムス

- 阿部薫：ドラムス※6.24・6.25に参加
- 浅倉大介：キーボード※6.24・6.25に参加

- 松本孝弘：ギター※6.25 ツアーファイナルに参加

## 解説
Disc1は2004年4月21日横浜アリーナにて行われた初日のライブ映像を収録している。デビューした1984年4月21日から丁度20年、今回のテーマである『DOUBLE-DECADE』の名のもとに本ツアーがスタートした。今回のサポートメンバーは葛城哲哉のみ。
Disc2は2004年6月24日及び6月25日に日本武道館で行われたライブ映像を収録しているが、メインは6月24日に行われた方であり、6月25日は松本孝弘がアンコールで参加している。1994年にリリースされた『4001 DAYS GROOVE』では出演箇所をカットされていたが、本作では『SEVEN DAYS WAR』のみではあるが収録されている。また今回は三部構成となっており、サポートメンバーが入れ替わる演出が組み込まれている。第一部は『1984年-1990年のTM NETWORK時代』で、FENCE OF DEFENSEの3人が登場、第二部では『1990年-1994年のTMN時代』で、葛城哲哉・阿部薫・浅倉大介が登場し、代わりに先に登場している3人は退場。途中で新曲『GREEN DAYS』が初披露されている。第三部では『現在進行形のTM NETWORK』となり、阿部、浅倉の2人が退場し、葛城のみが居残りとなった状態で本ツアー同様の編成となる。6.25のツアーファイナルにおいてのアンコールでは、まず阿部とスペシャルゲストの松本孝弘が呼び込まれ『HUMAN SYSTEM』と『BEYOND THE TIME』を披露（本作には未収録）。その後サポートメンバー全員が総出演した上で『SEVEN DAYS WAR』が披露され観客全員を興奮と感動で魅了させ幕を閉じる構成となっている。
初回盤は、スペシャルデジパック仕様。また、ファンクラブでのみ発売された限定盤は、スペシャルデジパック仕様に加えて、DVDのレーベル面にメンバーの写真が印刷された、スペシャルピクチャーレーベル仕様である。

## 収録曲

### DISC 1
2004年4月21日横浜アリーナにて行われたライブ映像を収録。
1. SCREEN OF LIFE -EXTENDED MIX-
  - 作詞・作曲・編曲：小室哲哉
2. RHYTHM RED BEAT BLACK (D.D. TOUR VERSION)
  - 作詞：坂元裕二　作曲・編曲：小室哲哉
3. KISS YOU
  - 作詞：小室みつ子　作曲・編曲：小室哲哉
4. BE TOGETHER
  - 作詞：小室みつ子　作曲・編曲：小室哲哉
5. GET WILD
  - 作詞：小室みつ子　作曲・編曲：小室哲哉
6. 10 YEARS AFTER
  - 作詞・作曲・編曲：小室哲哉
7. WE ARE STARTING OVER
  - 作詞：小室みつ子　作曲：木根尚登　編曲：小室哲哉
8. TELEPHONE LINE
  - 作詞：小室みつ子　作曲：木根尚登　編曲：小室哲哉
9. 1974
  - 作詞：西門加里　作曲・編曲：小室哲哉
10. JUST ONE VICTORY (OFFENSIVE VERSION)
  - 作詞・作曲・編曲：小室哲哉
11. TIME TO COUNT DOWN -Labo Mix-
  - 作詞：小室みつ子　作曲・編曲：小室哲哉
12. SELF CONTROL
  - 作詞：小室みつ子　作曲・編曲：小室哲哉
13. LOVE TRAIN -EXTENDED MIX-
  - 作詞・作曲・編曲：小室哲哉
14. TAKE IT TO THE LUCKY
  - 作詞・作曲・編曲：小室哲哉
15. NIGHTS OF THE KNIFE
  - 作詞：小室みつ子　作曲・編曲：小室哲哉
16. PRESENCE
  - 作詞・作曲・編曲：小室哲哉
17. Bonus Contents：EXTRA FEATURE (COUNT DOWN TO 4.21)

### DISC 2
2004年6月24日日本武道館にて行われたライブ映像を収録。
『SEVEN DAYS WAR (TOUR FINAL 6.25)』のみ6月25日となっている。
1. GET WILD (D.D. EXTENDED VERSION)
  - 作詞：小室みつ子　作曲・編曲：小室哲哉
2. ALL-RIGHT ALL-NIGHT
  - 作詞：小室みつ子　作曲・編曲：小室哲哉
3. BE TOGETHER
  - 作詞：小室みつ子　作曲・編曲：小室哲哉
4. COME ON LET'S DANCE
  - 作詞：神沢礼江　作曲・編曲：小室哲哉
5. SELF CONTROL
  - 作詞：小室みつ子　作曲・編曲：小室哲哉
6. CONFESSION 〜告白〜
  - 作詞：西門加里　作曲：木根尚登　編曲：小室哲哉
7. WE LOVE THE EARTH
  - 作詞・作曲・編曲：小室哲哉
8. 69/99
  - 作詞：坂元裕二　作曲・編曲：小室哲哉
9. THE POINT OF LOVERS' NIGHT
  - 作詞・作曲・編曲：小室哲哉
10. TIME TO COUNT DOWN (D.D. TOUR FINAL VERSION)
  - 作詞：小室みつ子　作曲・編曲：小室哲哉
11. GREEN DAYS (※新曲)
  - 作詞・作曲・編曲：小室哲哉
  - 演奏前のMCにて『即興』で作った新曲と紹介される。
  - 「TIMEMACHINE」と並んでこれまでスタジオ音源が存在しない曲[1]であったが、2013年7月20日、約9年の歳月を経てスタジオ音源化。
12. SCREEN OF LIFE -EXTENDED MIX-
  - 作詞・作曲・編曲：小室哲哉
13. JUST ONE VICTORY (OFFENSIVE VERSION)
  - 作詞・作曲・編曲：小室哲哉
14. TAKE IT TO THE LUCKY
  - 作詞・作曲・編曲：小室哲哉
15. LOVE TRAIN -EXTENDED MIX-
  - 作詞・作曲・編曲：小室哲哉
16. PRESENCE
  - 作詞・作曲・編曲：小室哲哉
17. SEVEN DAYS WAR (TOUR FINAL 6.25)
  - 作詞：小室みつ子　作曲・編曲：小室哲哉
18. Bonus Contents：EXTRA FEATURE (COUNT DOWN TO 6.24)